# Szentháromság-székesegyház (Balázsfalva)
A balázsfalvi Szentháromság-székesegyház műemlék Romániában, Fehér megyében. A romániai műemlékek jegyzékében az AB-II-m-A-00187 sorszámon szerepel.

## Története
Fogaras püspöke, Inocențiu Micu-Klein 1738. március 30-án szerződést kötött Johann Martinellivel, a bécsi császári udvar építészével a székesegyház, az iskolák és a Szentháromság-kolostor megépítésére, 61 000 osztrák forint ellenében. A székesegyházat 1741-ben kezdték el megépíteni. 1748-ban az építkezés befejeződött, már csak a belső munkálatok maradtak hátra. 1756-ban szentelte fel Petru Pavel Aron püspök. 
Az épületet 1838-ban kibővítették, két tornyát akkor kapta meg.